# Hammar Lacus
L'Hammar Lacus è una struttura geologica della superficie di Titano.